# Frédéric Fenollabbate
Frédéric Fenollabbate, pseudonyme de Frédéric Fenoll, est un peintre, dessinateur, graveur et cinéaste français né le 9 novembre 1959 à Boulogne-Billancourt.
Il vit et travaille à Nice. Il est revenu à la signature de Frédéric Fenoll en 2016.

## Biographie

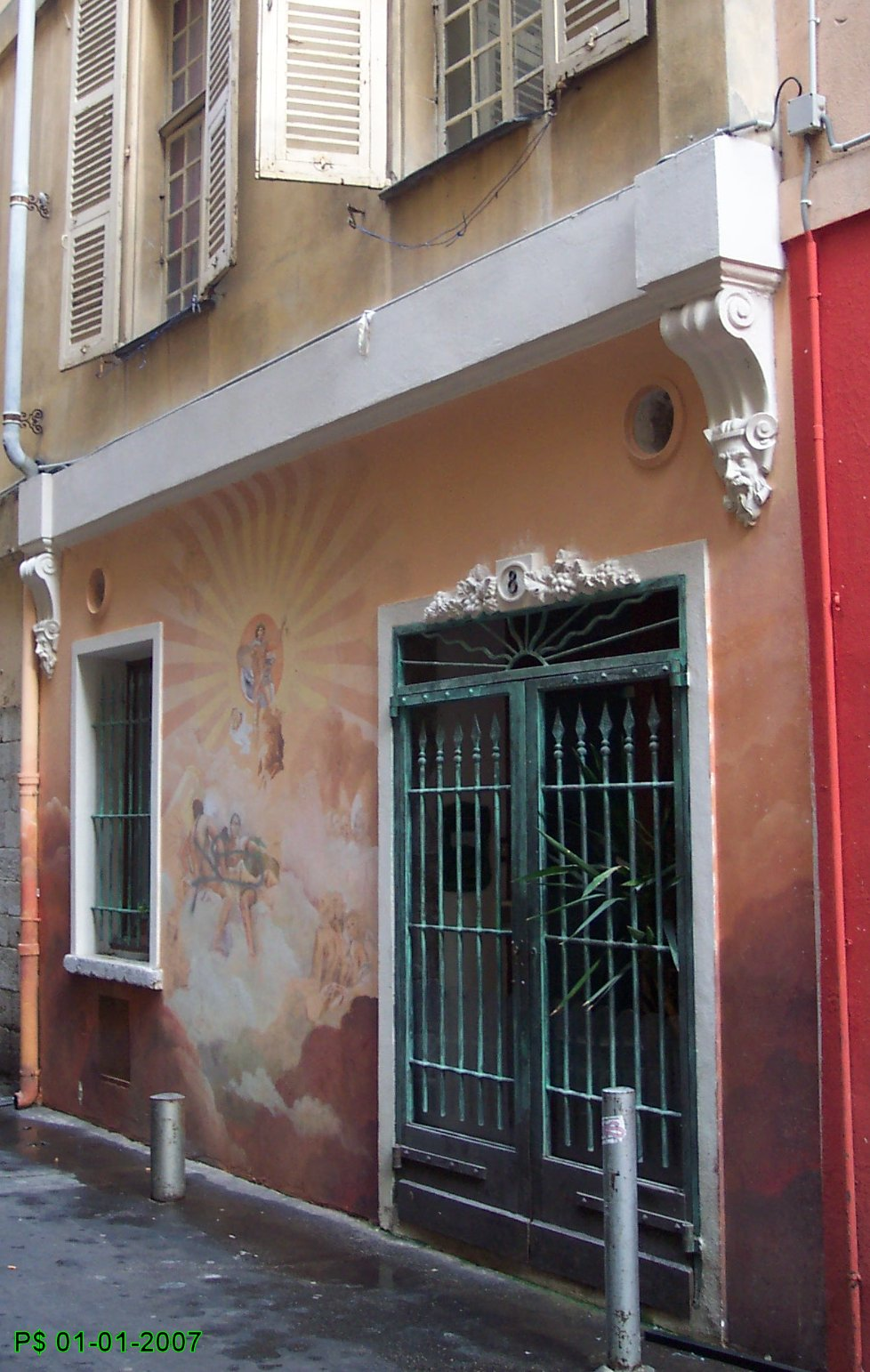
8, rue Saint-Vincent, Nice.

Après une naissance à Boulogne-Billancourt, Frédéric Fenoll passe son enfance à Albert (Somme) où sa passion déjà exclusive pour l'art le fait abandonner sa scolarité en 1975, et c'est après une initiation à la céramique qu'il part s'installer à Nice où il se rapproche du photographe André Villers, puis de Ben à qui il doit ses premières expositions et la rencontre de jeunes artistes niçois qui demeureront ses amis.
C'est ainsi qu'avec notamment Denis Castellas, Claude Goiran, Patrick Lanneau, Gérard Serée (en) et Gérald Thupinier, il fait partie du groupe dit « L'Atelier » occupant à partir de février 1980 le 8, rue Saint-Vincent, et auquel vont s'intéresser les galeristes Anne Roger à Nice, Catherine Macé à Cannes. En 1983, il figure parmi les membres du groupe qui, au Grand Palais de Paris, marquent le Salon de la Jeune Peinture de leur participation « jeune et humaniste ». Son œuvre, initialement figurative, influencée par les Nouveaux Fauves - il s'intéresse alors au travail de Georg Baselitz, A.R. Penck, Rainer Fetting, Salomé ou encore Luciano Castelli (de) - se partage ensuite entre deux tendances picturales distinctes, la figuration libre et l'abstraction géométrique.
C'est en fin de la décennie 1990 qu'il apprend les langages informatiques et qu'il s'intéresse au concept d'« œuvre virtuelle ».
Il enseigne l'art numérique au département photographie et multimedia de l'université Paris-VIII.

## Œuvres

### Contributions bibliophiliques
- Frédéric Fenollabbate, La Peau du chaos, auteur du texte et de 24 dessins à l'encre de Chine, 300 exemplaires numérotés dont 10 enrichis d'une eau-forte originale, éditions Réseau tu dois, 2016[3],[4],[5].

### Filmographie
- Ilya V., 2006, sélectionné pour le Prix de la création, Festival Vidéoformes, Clermont-Ferrand, 2007.
- La Femme au lys rouge, court métrage, 13 min, 2009, présenté au Festival Chéries-Chéris, Paris, octobre 2012[6],[7].
- Obsession, 2010, présenté au Festival ArtistBookInternational (Centre Georges-Pompidou) en 2010.
- Aurore, 18 min, 2010, présenté au Festival Vidéoformes de Clermont-Ferrand en 2011.
- Éléonore, court métrage, 2013, réalisation et musique de Frédéric Fenollabbate[8].

## Expositions

### Expositions personnelles
- L'Atelier, rue Saint-Vincent, Nice, 1982.
- Cycle d'expositions Attention, peinture fraîche, Galerie d'art contemporain des musées de Nice, 1985[2].
- Castel San Pietro Terme, Bologne, 1986.
- Galerie Catherine Macé, Cannes, 1986, 1990.
- Villa Arson, Centre national d'art contemporain de Nice, octobre 1987[9].
- Galerie du Génie, Paris, janvier-mars 1988.
- Galerie de la Vega, Marseille, 1988.
- Centre régional d'art présent, Saint-Raphaël (Var), 1989.
- Préfiguration - Frédéric Fenollabbate, Centre d'art imprimé, Paris, 1991.
- Frédéric Fenollabbate - Nice is nice, Galerie Pierre Bernard, Nice, 1991.
- Frédéric Fenollabbate - Les infinièdes, Fondation Éphémère, Paris, 1992.
- Fréderic Fenollabbate - Infinièdes, Centre de création contemporaine Olivier Debré, Tours, 1992.
- Qu'est-ce que la sculpture moderne ? L'infinièdre, Galerie Michel Rein, Tours, 1994.
- Galerie Le Cocotier, Saint-Étienne, 1996.
- Frédéric Fenollabbate - Par ici le bon réel, espace Louise-Michel, Paris, 1998.
- Frédéric Fenoll - Fils de l'univers, Galerie Depardieu, Nice, mars 2019[10],[11].
- Les dessins de Frédéric Fenoll, En haut de l'escalier, Nice, septembre 2019.

### Expositions collectives
- 34e Salon de la Jeune Peinture, Grand Palais, Paris, 1983[1].
- La figuration libre et autres de Nice, Maison des expositions, Genas, 1983.
- Action-création, palais des congrès et des expositions Marseille Chanot, Marseille, 1983.
- La nouvelle création à Nice, Galerie Lola Gassin, Nice, 1984.
- Galerie Anne Roger, Nice, 1984 (Entr'acte), 1989 (Le blanc et le noir).
- 9e Biennale méditerranéenne de la jeune peinture, Union méditerranéenne pour l'art moderne, Nice, 1984.
- Autour de Nice, Acropolis, Nice, 1985.
- Laurens A. Daane Gallery, Amsterdam, 1985 (Frédéric Fenollabbate, Sabine Giraud, Patrick Lanneau), 1986 (Selected works), 1987 (Choosen by Ben).
- Matériaux / Art, Association des beaux-arts de Cannes, Palais Croisette, Cannes, 1987.
- Art Jonction, Nice, 1986 (stand Galerie La Différence, Nice), 1989 (stand Galerie Catherine Macé, Cannes).
- Foire internationale d'art contemporain Paris, 1989 (stand Galerie du Génie), 1994 (Galerie Michel Rein).
- Diversité contemporaine en Europe, Galerie 1900-2000, Paris, 1991.
- Les rencontres d'ateliers : Édition 2 : Lydie Dassonville, Béatrice de Domenico, Christian Dermit, Patrick Lanneau, Jacqueline Matteoda, Amaury Peyraud, Marion Poix, Chris Beraet, Frédéric Fenoll, Jean-Marie Fondacaro, Sylvia Leone-Castaldi, Rob Rowlands, Héléna Krajewicz, Bornela Factory (atelier de Frédérfic Fenoll), Nice, octobre 2021.
- Les rencontres d'ateliers : Édition 3, De Dominico Garage Band, 2 rue Claudia, Nice, mai 2022.
- La rencontre des Rencontres d'ateliers, La Gaya Scienza, 9bis, rue Dalpozzo, Nice, mars 2023[12],[13]
- Artothèque : la collection, espace Jacques-Prévert, Mers-les-Bains, janvier-février 2025.

## Réception critique

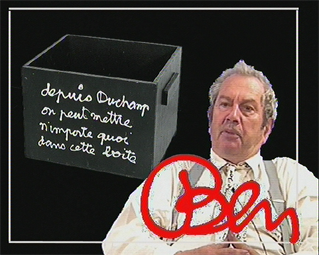
Ben

- « Fenollabbate, certains disent que c'est le plus "peintre" de tous. Tout en peignant vite, il a un souci de la forme et de la couleur. C'est une peinture à fresque que je rattacherais au courant symbolique de la Figuration libre. Symbolique et rétro même. Un je-ne-sais-quoi de gloire à l'homme traverse sa peinture. » - Ben[14]
- « Maniant un système savamment calculé et pensé, composé de courbes et de parallélépipèdes — les dessins préparatoires sont chargés de chiffres austères —, Fenollabbate recherche dans ses œuvres d'abord des effets visuels en utilisant différents supports (bois, toile, métal) et différents médiums (huile, laque, vernis). » - Dictionnaire Bénézit[2]
- « Dans la lignée des grands visionnaires, l'artiste s'affronte à ce réel emmuré qu'il défie dans une vision eschatologique ou à son envers, le mythe d'un paradis perdu. On y croise William Blake, Félicien Rops, ou Louis Soutter. On y devine le souffle de Dante. Et pourtant quelque chose de novateur s'impose ici : le regard de Frédéric Fenoll n'est pas tant en prise avec lui-même qu'avec les images que l'histoire de l'art restitue… De ce chaos que le dessin illustre, la perfection du geste, la patience des traits, la précision des volumes, désignent pourtant, paradoxalement, cet envers d'une renaissance à la fois placide et tourmentée, liée à cette obstination maniaque à se mesurer au monde. L'art est ce combat. Bruit et fureur. Mais aussi silence et recueillement. Tout alors se télescope pour un noir fécond dans lequel lignes et figures fouillent et élucident l'idée même du dessin, se mesurent à lui et trouvent la lumière. » - Michel Gathier[11]

## Collections publiques

Musée d'Art moderne et d'Art contemporain de Nice

- Artothèque de l'espace Jacques-Prévert, Mers-les-Bains :
  - Visages, deux gravures en deux passages, un monotype sur rhodoïd pour la couleur et un tirage carborundum sur bois gravé pour le noir. Le premier passage couleur sur le rhodoïd est différent de la première gravure à la seconde, exprimant un état 'd'âme). Tirage réalisé sur les presses de l'atelier du Safranier, Antibes, 40x40cm hors marges sur papier 76x56cm, 2024.
- Nice, musée d'Art moderne et d'Art contemporain :
  - Inri, 1984, fusain sur papier, 151 × 119 cm[15] ;
  - Sans titre, 1984, fusain sur papier, 105 × 75 cm[16] ;
  - Sans titre, vers 1984, fusain sur papier, 107 × 75 cm[17] ;
  - Sans titre, 1984, fusain sur papier 151 × 154 cm[18] ;
  - Sans titre, 1984, fusain sur papier 164 × 151 cm[19] ;
  - Stylisé, 1985, huile sur toile, 240 × 217 cm[20].

## Collections privées référencées
- Anne Roger, Nice[21].